# Борівське (Сіверськодонецький район)
Борівське (сторожове містечко Борівське — 1640, село Борівське — 1898) — селище в Україні, у Сєвєродонецькій міській громаді Сєвєродонецького району Луганської області. Розташоване біля річки Сіверський Донець, за 9 км від залізничної ст. Переїзна. Населення — 5,73 тис.

## Географія

### Розташування
Селище розташоване на сході України на межі Донецького вугільного басейну та степом півночі Луганської області. Поблизу стариць Сіверського Дінця в його середній течії. Безпосередньо поблизу знаходяться озера-стариці Лужкове, Зимове, Піщане, Туба, Тубське та з іншої сторони селища озера Ведмеже та Холковське. Площа селища  —;0,88 км². Селище лежить на висоті 52 метри над рівнем моря. Селище оточене лісовими масивами.

### Клімат
Клімат помірно континентальний.

## Історія
На околицях селища виявлено залишки чотирьох неолітичних стоянок (V—IV тисячоліття до н. е.) і поселення епохи міді — бронзи.

### Імперські часи
Точна дата заснування міста невідома. Дослідник історії Слобідської України архієпископ Філарет (Гумілевський) у своїй праці «Историко-статистическое описание Харьковской епархии» припустив, що такою датою є 1642 рік. Робота була написана в середині XIX століття, і у той час найдавніша згадка про Борівське, яка була йому відома, стосувалася 1691 року. Але він розумів, що селище існувало й раніше, і припустив, що це міг бути 1642 рік, коли після чотирирічного «сидіння» в Азові козаки вимушені були здати місто і почалося переселення на північ по Дону. Тому і вжив уточнення «ймовірно».
Луганські історики, посилаючись на документи, вважають, що Борівський городок виник у 1672–1675 рр. Розбіжності виникають від того, що д'яки Посольського приказу писали список зі звіту капітана московських стрільців Івана Верховського, який у 1699–1700 рр. за указом Петра І шукав ліс для флоту у наших місцях, а заодно розпитував, коли яке поселення виникло. І невідомо, чи врахували д'яки різницю у часі між написанням свого списку і звіту Верховського. Та й у грамоті Петра І від 14 жовтня 1704 року сказано: рос. «А после измены Брюховецкого и Разина они, донские казаки, поселили на реке Донцу городки: Боровской, Краснянский, Сухарев». Повстання Разіна відбувалося в 1670-71 рр. Отже, Борівський городок міг виникнути не раніше 1672 року.
Релігійна община з власним приміщенням для богослужінь у Борівському існує від 27 лютого (за тогочасним стилем) 1694 року. Саме у той день Патріарх Московський Адріан передав антимінс у щойно побудовану церкву в Борівському городку.
У 1885 році був освячений кам'яний храм на честь святого Миколая.(рос.)
Першою картою, на якій було позначене селище мала назву «Географічний кресленик території півдня Московської держави» і була зроблена приблизно у 1685 році.
У квітні 1918 року Борівське перейшло до влади німецьких військ.
У грудні 1918 року Борівське перейшло до влади Директорії УНР. На початку 1919 року влада перейшла до РКП(б). У червні 1919 року селище перейшло до влади білогвардійців. Вони керували до кінця року.

### Радянські часи
На початку 1920-их років у мешканців селища радянська влада відбирала їжу, що спричинило голод. В історичній науці це називалося Голодомором 1921—1923 років. У селян відбиралася земля. Власність селян пішла на будівництво радянського міноносця.
На той час селище відносилося до м. Лисичанська. Владою були створені бідняцькі загони, які були направлені на будівництво житла для робітників Лисичанської ДРЕС та заводу «Донсода».
У 1922 році була відкрита сільська бібліотека.
У 1923 році був відкритий клуб.
У грудні 1929 року був створений колгосп «Червоний партизан». За колгоспом закріпили 4 973 га сільськогосподарських угідь. Наприкінці 1930-их років у колгоспі нараховувалося 170 корів, 100 пар робочих волів, 114 коней, понад 2 тис. овець.
У 1938-му році село отримало статус селища міського типу. У селищі працювало 5 крамниць, клуб з залом на 350 місць, працювала бібліотека, ФАП, пологовий будинок тощо. Працювала початкова і середня школа, де навчалося 860 учнів. Працювала Борівська вечірня професійно-технічна школа, яка готувала хіміків, слюсарів, електриків.
11 червня 1942 року в село вступили війська вермахту. 1 лютого 1943 року 78-ма стрілецька дивізія Червоної армії захопила селище. У ході відновлення вже у 1944 році були відремонтовані 522 житлових будинки та будівля селищної ради. Відновлений телефонний зв'язок, проведена радіомережа. У 1948 році селище отримало електроенергію. У 1944 році відкрито фельдшерсько-акушерський пункт, два роки опісля — пологовий будинок. У 1947 році почала працювати лікарня на 10 ліжок. Через рік було закінчено будівництво будівлі поліклініки.
У 1948 році була відновлена будівля школи. У 1952 році семирічна школа стала середньою. У 1948 році знову відкрилася бібліотека.
У 1950 році на фермах колгоспу було 712 голів великої рогатої худоби, 187 пар робочих волів, 120 коней, 380 свиней тощо. У наступному році відбулося укрупнення колгоспів. Борівський колгосп «Червоний партизан» об'єднався з колгоспами сусідніх сіл «Червоний борець» і «30 лет РККА» та став називатися колгоспом ім. Ворошилова. У березні 1959 року колгосп ім. Ворошилова був реорганізований у радгосп «Лісова дача». Він спеціалізувався на виробництві овочів і молока. У його розпорядженні 3 372 га сільгоспугідь, у тому числі 2 236 га орної землі. У 1975 році в радгоспі малося 42 трактора і 33 автомашини. На фермах налічувалося 767 корів, 1035 голів молодняку великої рогатої худоби і 2 300 голів птиці.

### Новітня історія
У 1992 році селище перейшло під порядкування Сєвєродонецької міської ради.
6 квітня 2015-го загинув у селищі Борівське солдат 24-ї бригади Микола Мінько — підірвався на розтяжці, вибухнула граната «Ф-1»; тоді ж двоє бійців зазнали осколкових поранень й були госпіталізовані. 22 травня 2015-го загинув під час виїзду на бойове завдання поблизу села Борівське старший солдат батальйону «Айдар» Олексій Гащенко.

### Російсько-українська війна
В околицях смт проводились тяжкі бої, аж до 25 червня, коли відбувся відхід українських військ з Сєвєродонецька та околиць, на інший берег ріки Сіверський Донець.
Тимчасова окупація росіянами з 25 червня 2022 року.

## Адміністративний поділ
У селищі налічується 24 вулиці і 29 провулків.

## Економіка
Більшість населення працює у м. Сєвєродонецьку.
З організацій у Борівському є поштове відділення. Комерція слабко розвинута. Є кілька крамниць, ресторан, аптека. Поблизу селища розташований дитячий табір «Альянс», який входить до структури Сєвєродонецького дитячо-юнацького комплексу «Юність».

- Працює Борівське лісництво (вул. Тельмана, 57). Площа лісництва складає 7527 га, в т.ч. вкрита лісом - 5788 га.

Щорічно лісництво заготовлює 4000 м³ лісопродукції (переважно підтоварника і дров), створює лісові культурна площі 200 га, вирощує сіянці сосни звичайної (2 млн. шт.) і виготовляє пиломатеріали, піддони і заготовки пиляні.

### Транспорт
Селище пов'язано приміським (Маршрутне таксі) сполученням з містом Сєвєродонецьком, селищами Сиротине та Лісна Дача, селом Боброве. Через селище проходять маршрути Сєвєродонецьк-Борівське та Сєвєродонецьк-Боброве. На території селища кілька зупинок громадського транспорту.
Через селище проходить траса місцевого значення, яке пов'язує Сєвєродонецьк з навколишніми населеними пунктами Осколонівка, Боброве, Муратове, Капітанове, Оріхове-Донецьке тощо. Основні міські вулиці асфальтовані.
Посередині між селищами Борівське і Сиротине знаходиться аеропорт «Сєвєродонецьк». За 9 км від селища на території Лисичанська розташована залізнична станція «Переїзна».

## Освіта і наука

Борівська середня школа

У селищі розташована середня школа № 19. У старших класах організоване навчання за художньо-естетичним профілем. В школі навчається 334 учня. Педагогічний колектив складається з 30 вчителів. Із них 9 — вчителі вищої категорії, стільки ж — вчителі І категорії, 4 вчителя ІІ категорії.
Наукові заклади в селищі відсутні.

## Культура

### Дитяча школа мистецтв

Борівська дитяча школа мистецтв

У селищі є дитяча школа мистецтв. У 2007 році була реорганізована з музичної школи. Музична школа була заснована у 1970-ті роки. Навчається близько 65 дітей. У школі є гуртки гри на різноманітних музичних інструментів, вокалу, хореографії тощо. Учні брали участь і перемагали у міжнародних конкурсах, наприклад, на VI міжнародному дитячому фестивалі «Золоті зернята України», який пройшов під патронатом Чеського посольства у Києві.
- у селі існує музей [13]

## Андреев Михаил  Владимирович
У селищі народились:
Марія Василівна Агафонова, мати радянського діяча К.Ворошилова.
Герой Радянського Союзу Олексій Агафонов.